# Okresní soud ve Frýdku-Místku
Okresní soud ve Frýdku-Místku je okresní soud se sídlem ve Frýdku-Místku, jehož odvolacím soudem je Krajský soud v Ostravě. Rozhoduje jako soud prvního stupně ve všech trestních a civilních věcech, ledaže jde o specializovanou agendu (nejzávažnější trestné činy, insolvenční řízení, spory ve věcech obchodních korporací, hospodářské soutěže, duševního vlastnictví apod.), která je svěřena krajskému soudu.
Soud se nachází v nové budově s bezbariérovým přístupem v ulici Na Poříčí, kde sídlí spolu s Okresním státním zastupitelstvím ve Frýdku-Místku.

## Soudní obvod
Obvod Okresního soudu ve Frýdku-Místku se zcela neshoduje s okresem Frýdek-Místek, patří do něj území všech těchto obcí:
Baška •
Bílá •
Bocanovice •
Brušperk •
Bruzovice •
Bukovec •
Bystřice •
Čeladná •
Dobrá •
Dobratice •
Dolní Domaslavice •
Dolní Lomná •
Dolní Tošanovice •
Fryčovice •
Frýdek-Místek •
Frýdlant nad Ostravicí •
Hnojník •
Horní Bludovice •
Horní Domaslavice •
Horní Lomná •
Horní Tošanovice •
Hrádek •
Hrčava •
Hukvaldy •
Jablunkov •
Janovice •
Kaňovice •
Komorní Lhotka •
Košařiska •
Kozlovice •
Krásná •
Krmelín •
Kunčice pod Ondřejníkem •
Lhotka •
Lučina •
Malenovice •
Metylovice •
Milíkov •
Morávka •
Mosty u Jablunkova •
Návsí •
Nižní Lhoty •
Nošovice •
Nýdek •
Ostravice •
Palkovice •
Paskov •
Pazderna •
Písečná •
Písek •
Pražmo •
Pržno •
Pstruží •
Raškovice •
Ropice •
Řeka •
Řepiště •
Sedliště •
Smilovice •
Soběšovice •
Stará Ves nad Ondřejnicí •
Staré Hamry •
Staré Město •
Staříč •
Střítež •
Sviadnov •
Šenov •
Třanovice •
Třinec •
Václavovice •
Vělopolí •
Vendryně •
Vojkovice •
Vratimov •
Vyšní Lhoty •
Žabeň •
Žermanice